# 關門隧道 (國道2號)

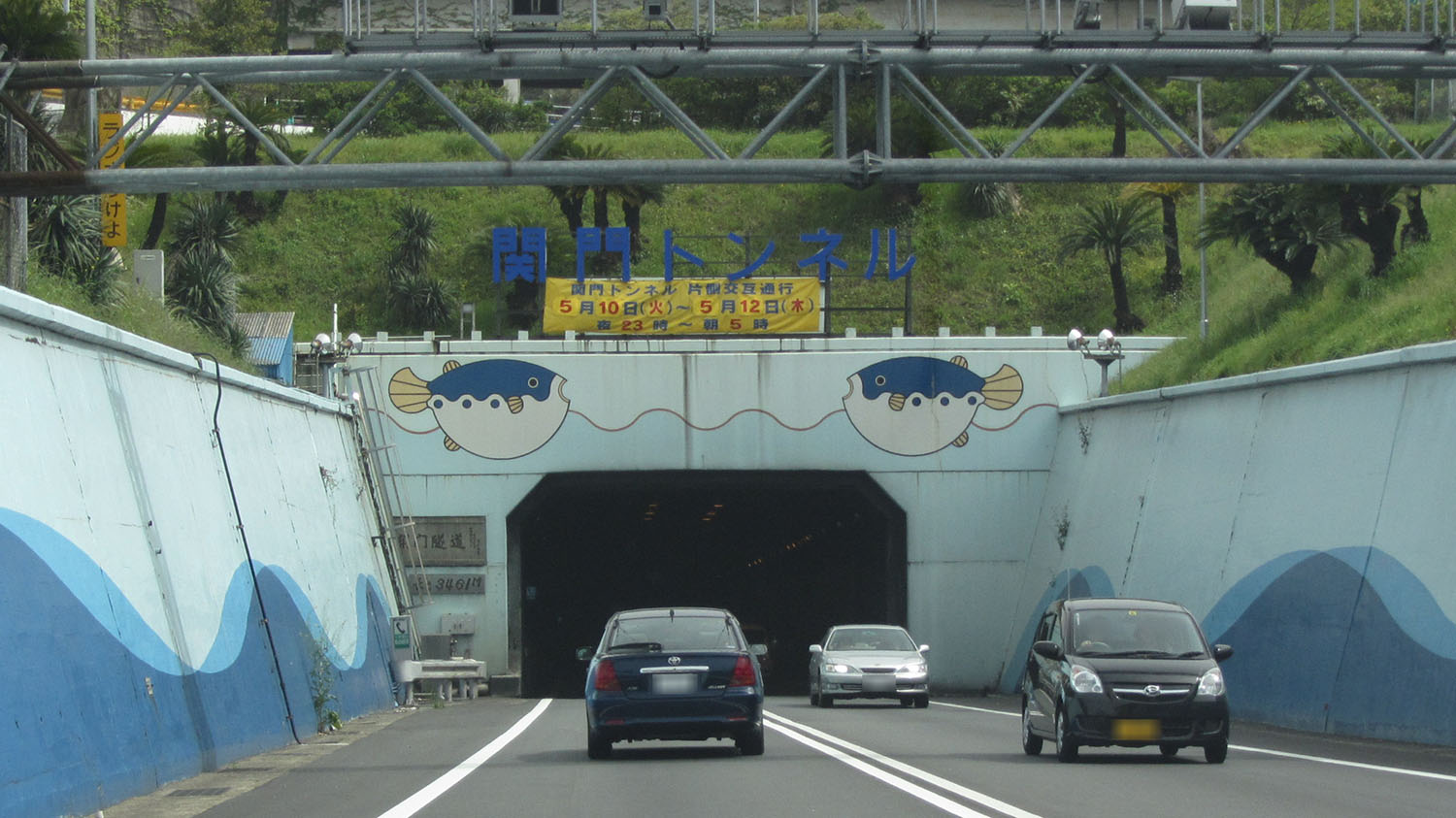
關門隧道 下關側車道出入口

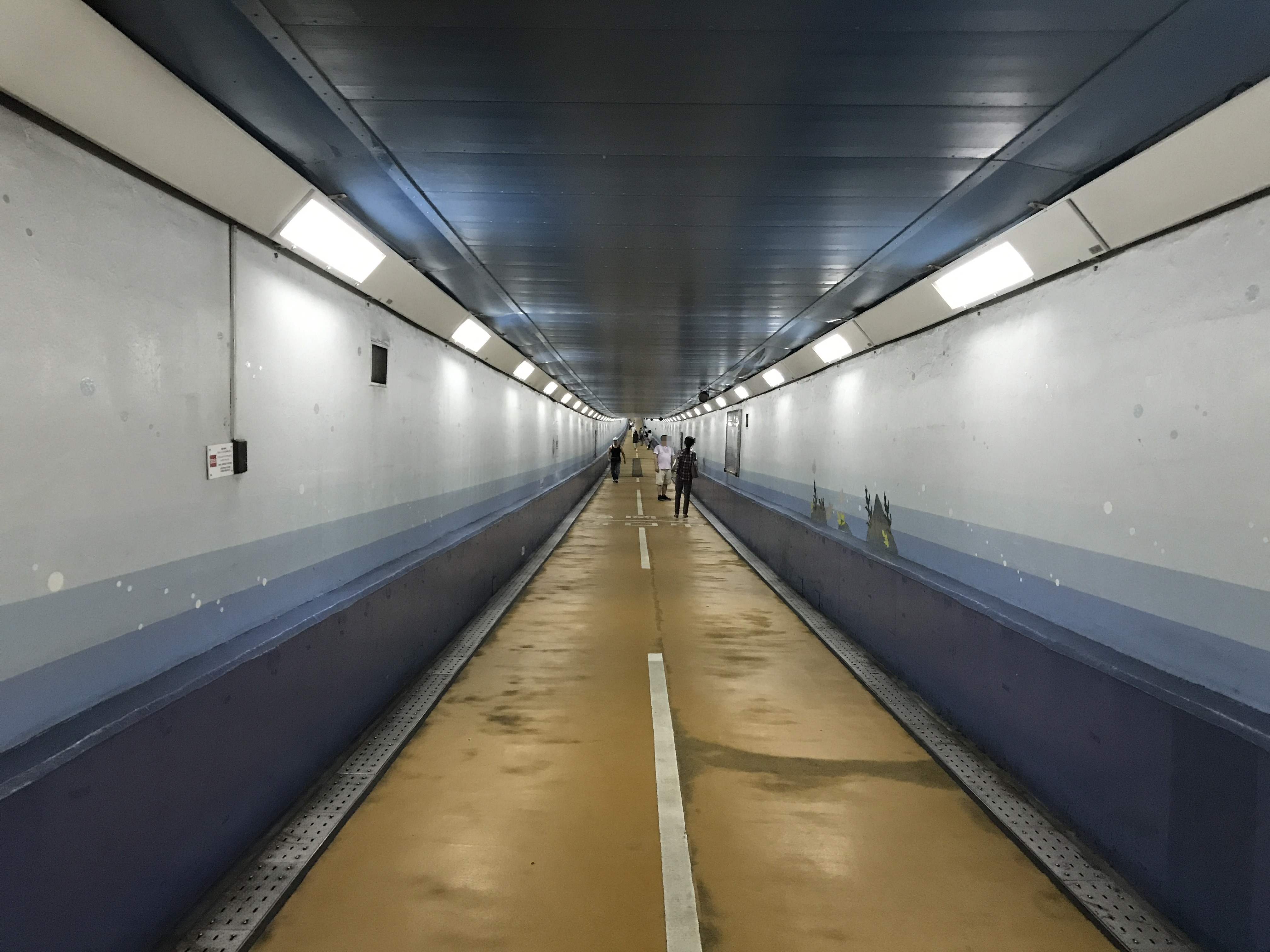
關門隧道人行道（從下關側拍攝）

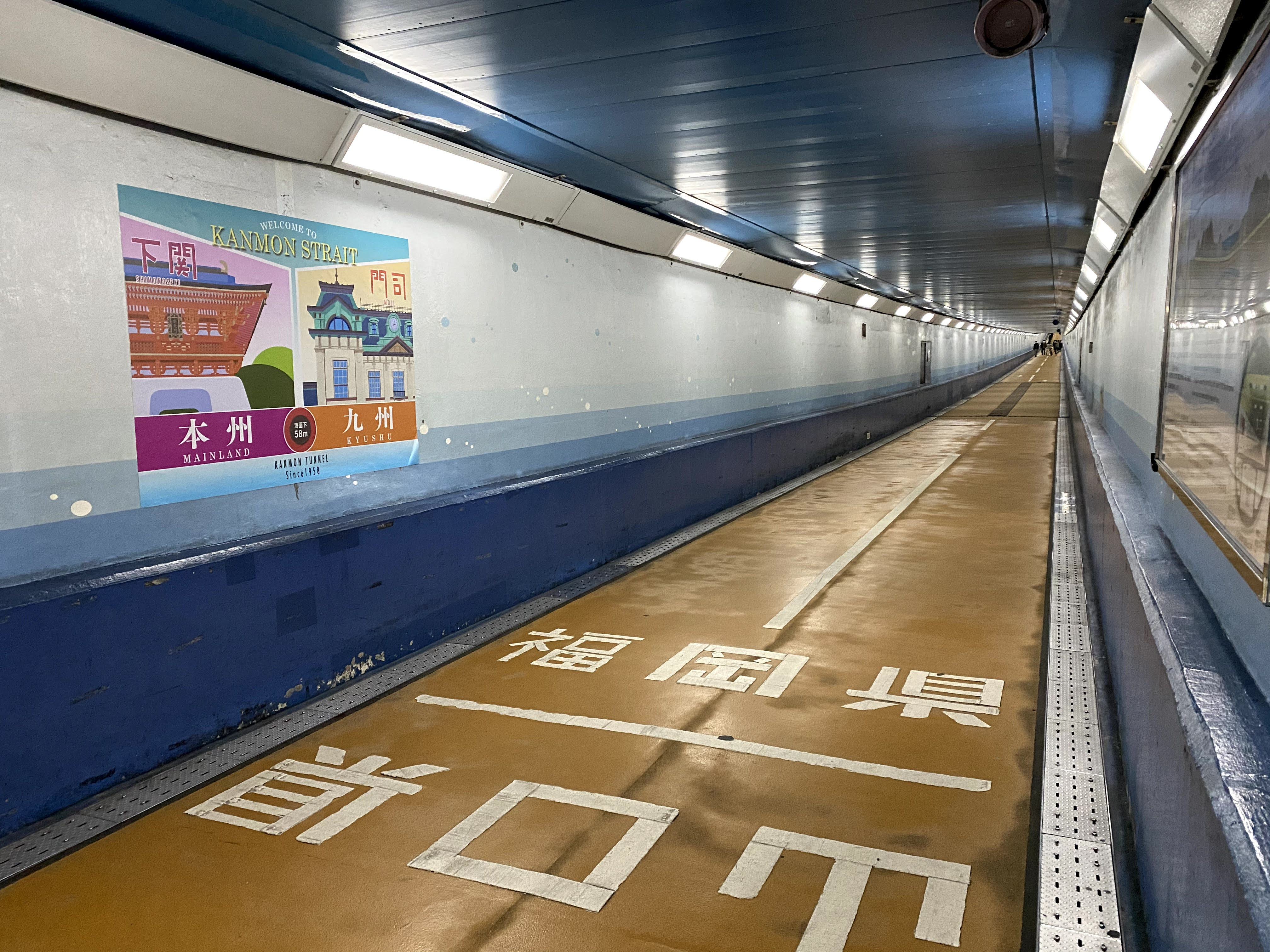
關門隧道人行道的縣界處

關門隧道（日语：／ Kanmon tonneru */?）是位於日本關門海峽下的海底隧道，連接了山口縣下關市與福岡縣北九州市門司區；其屬於國道2號的一部分，由西日本高速公路九州支社負責管理，為收費道路隧道，也是世界第一座海底的道路隧道。為了與鐵路專用的關門鐵路隧道區別，通常會以關門國道隧道（／ Kanmon kokudō tonneru）稱呼。
在關門海峽除了本隧道外，還有在來線使用的關門鐵路隧道、以及新幹線使用的新關門隧道，本隧道是其中唯一的道路用隧道，也一併設置了可供行人徒步通行的人行隧道，行人穿越隧道不須付費，自行車使用须支付20日圓使用费，但僅於每天上午6點開放至晚上10點。
隧道全長3,461公尺，實際位於海底的部分為780公尺，最低點位於山口縣與福岡縣的交界處，為關門海峽的海平面下56公尺（車用隧道）以及58公尺（人行隧道）。

## 歷史
在關門海峽下方第一個貫通的是1942年完成的關門鐵路隧道，關門國道隧道則是建於鐵路隧道的東北側約5公里處。
雖然此隧道於1939年才正式動工，但早於1937年8月已開始建造試挖隧道，至1939年4月完工。同年5月，主隧道的工程隨即開始進行，至1942年5月貫通海底段隧道。但由於地質問題以及第二次世界大戰爆發，導致工料及人手不足，使得工程在1945年6月時中斷。
於工程中斷六年後，此隧道因1952年制訂的道路整備特別措置法而得以復工，至1958年3月9日通車啟用，總工程費用約為52億圓，在當時也是全世界第一條海底的道路隧道。由於此隧道同時設立了人行專用隧道，行人可以以徒步方式從本州穿越海底到達九州，在當時成為話題，也因此吸引了來自日本各地大量觀光客到此。

## 連接道路
| 設施名                                      | 連接路線名            | 距大阪 (公里) | 備考              | 所在地                 |
| ------------------------------------------- | --------------------- | ------------- | ----------------- | ---------------------- |
| 國道2號 廣島、山口方向                      |                       |               |                   |                        |
| 下關收費站                                  | 縣道258号武久椋野線   |               |                   | 山口縣 下關市          |
| 下關側人行道出入口 關門廣場（原下關停車區） | 國道9號               |               | 未與車道段相連接  | 山口縣 下關市          |
| 門司側人行道出入口                          | 縣道261號門司東本町線 |               | 未與車道段相連接  | 福岡縣 北九州市 門司區 |
| 門司停車區                                  |                       |               | 2006年2月28日廢除 | 福岡縣 北九州市 門司區 |
| 門司收費站                                  |                       |               |                   | 福岡縣 北九州市 門司區 |
| 國道2號（連接國道3號） 福岡、小倉北方向     |                       |               |                   |                        |

## 交通
至人行隧道入口的交通方式。
- 本州側：山電交通（日语：サンデン交通） 御裳川公車站。
- 九州側：西鐵巴士北九州（日语：西鉄バス北九州） 關門隧道人行道口巴士站，或是從門司港懷舊觀光線關門海峽和布刈車站步行約10分距離。

## 發行物
- 1958年3月9日發行關門隧道通車紀念郵票（面額10圓）。

## 外部連結
- （日語） 西日本高速公路 （页面存档备份，存于）
- （日語） 關門隧道開通60周年特設網站 （页面存档备份，存于）
- （日語） 關門國道隧道 （页面存档备份，存于） - 國土交通省九州地方整備局關門航路事務所
- （日語） 關門隧道人行道入口 （页面存档备份，存于）（下關側）